# Pinares de Olletas
Pinares de Olletas es un barrio perteneciente al distrito Centro de la ciudad andaluza de Málaga, España. Según la delimitación oficial del ayuntamiento, limita al norte con el barrio de Santa Amalia; al este, con Camino del Colmenar y Los Antonios; al sur, con los barrios de Olletas y San Miguel; y al oeste, con Las Flores y Los Naranjos.

## Transporte
En autobús está conectado al resto de la ciudad mediante las siguientes líneas de la EMT: 
| Línea | Trayecto                                  | Recorrido | Frecuencia    |
| ----- | ----------------------------------------- | --------- | ------------- |
| 37    | Alameda Principal - Altamira/Monte Dorado | Recorrido | 25-30 minutos |